# Vrata (računalništvo)
Vrata (angleško port) v računalništvu pomenijo vmesnik, skozi katerega pošiljamo in prejemamo podatke. 

## Omrežna vrata
Vrata ima vsak računalnik v omrežju, ki lahko uporablja za komunikacijo protokola UDP in TCP. Razpon števila vrat je med 0 in 65535, kjer so vrata 0 rezervirana za lokalni računalnik, razpon vrat od 1 do 1023 pa imenujemo priviligirana vrata, ki jih v GNU/Linux sistemih in v vseh sistemih UNIX in podobnih sistemih lahko uporablja samo superuporabnik, navadni uporabniki, pa lahko uporabljajo razpon vrat od 1024 do 65535. To območje vrat pa imenujemo nepriviligirano območje vrat. Območja je predpisala IANA. Na priviligiranem območju tako navadno poslušajo nam dobro znani strežniki, kot so: FTP, TELNET, SSH, POP3, SMTP, HTTP, ...
Tako na primer odjemalec na našem računalniku lahko uporabi za povezavo vrata iz nepriviligiranega področja in se poveže na servis na oddaljenem računalniku, ki uporablja vrata iz priviligiranega območja. To je precej pomembno pri gradnji požarnega zidu, saj lahko bolj natančno omejimo posamezne povezave.